# 新香坊北站
新香坊北站位于中华人民共和国黑龙江省哈尔滨市香坊区，是哈牡客运专线上的高铁站，于2018年12月26日启用，由中国铁路哈尔滨局集团有限公司哈尔滨站管辖。

## 車站周邊
有一个站前广场，通过一条1.7公里的道路与 301国道（长江路）相连，但车站周围荒无人烟，可能属于秘境车站。

## 历史
2018年12月26日启用。

## 外部連結
- 中国铁路客户服务中心 （页面存档备份，存于）